# Chronique melkite de 641
La Chronique melkite de 641 est un texte historiographique en syriaque du VIIe siècle, dû à un religieux tenant de l'Église byzantine officielle (Église « melkite »), conservé dans un manuscrit du monastère Sainte-Catherine du Sinaï, le Ms. Sinai syriacus 10 (daté du VIIIe  ou du IXe siècle).

## Description
Il s'agit d'un texte court, constitué d'abord de quelques calculs chronologiques sur l'Ancien Testament (§ 1-3), puis d'une histoire ecclésiastique abrégée allant du premier concile de Nicée (325) jusqu'à un concile réuni à Constantinople en 571 pour condamner Sévère d'Antioche et ses adeptes (§ 4-23), puis d'une phrase donnant la durée des règnes des empereurs byzantins de Justin II à Héraclius (§ 24). Ce dernier se voyant attribuer un règne de trente ans et six mois, on en déduit que le texte a été écrit peu après sa mort en février 641.
Ce texte est pour l'essentiel une forme très résumée d'un autre qui figure fragmentairement dans un manuscrit très abîmé de la British Library, le Ms. Add. 14 642, du Xe siècle (fol. 1-36). Ce dernier est d'origine non pas melkite, mais jacobite : c'est une chronique universelle qui va jusqu'à l'an 846/47 (dont il manque le début jusqu'à Jacob et les périodes allant de 30 av. à 37 apr. J.-C., de 230 à 275, de 430 à 449, de 540 à 574, de 582 à 601 et de 610 à 679). En dehors du début sur l'Ancien Testament, la chronique melkite, qui va de 325 à 571, remplit donc quelques lacunes de l'autre. Mais d'autre part, dans le détail, bien que très abrégée elle présente quelques variantes préférables, et notamment des précisions chiffrées qui ne peuvent avoir été inventées. Après 451 (concile de Chalcédoine), les deux comptes-rendus divergent bien sûr en fonction des points de vue melkite ou jacobite, mais le schéma de la narration reste néanmoins commun. Les deux historiographes se sont donc inspirés de la même source, le melkite l'ayant fortement résumée, mais en possédant apparemment une version meilleure. André de Halleux (en) pensait que la source était melkite, et que c'est le jacobite qui en a altéré le texte après 451 pour le conformer à son orientation religieuse.

## Édition
- André de Halleux (en) (éd.), « Une chronique melkite du VIIe siècle », Le Muséon, vol. 91, 1978, p. 5-44.